# Marcus Sieger
Marcus Sieger (* 7. Oktober 1975 in Denkingen) ist ein ehemaliger deutscher Tischtennisspieler und Rollstuhlcurler. Von 2007 bis 2011 war er Mitglied der Curling-Nationalmannschaft, 2013 schaffte er auch den Sprung ins deutsche Tischtennis-Nationalteam (DBS). Er war in beiden Sportarten Teilnehmer an Weltmeisterschaften und zudem Teilnehmer der Paralympics 2010 in Vancouver.
Unter anderem hat er jeweils eine WM-Medaille im Winter- und im Sommersport, in zwei komplett verschiedenen olympischen bzw. paralympischen Sportarten gewonnen. Er ist bislang der erfolgreichste Sportler in der Geschichte seiner Heimatgemeinde Denkingen.

## Werdegang
Marcus Sieger besuchte die Realschule und machte anschließend eine Lehre zum Industriemechaniker. Er arbeitet seit 1992 bei einem Maschinenbauunternehmen. Bis zu seinem Unfall war er Gerätturner, Fußballspieler und Fallschirmspringer.
Seit einem schweren Fallschirmabsturz 1997 ist er querschnittgelähmt (Tetraplegiker/C6) und auf einen Rollstuhl angewiesen.
2007 wurde er das erste Mal im Rollstuhlcurling in die Nationalmannschaft berufen. Nach der Weltmeisterschaftsqualifikation 2007 in Inverness spielte er auf der Position 4. Vor der Weltmeisterschaftsqualifikation 2008 in Prag wechselte er dann auf die dritte Position und übernahm das Amt des Vize-Skip (Vize-Mannschaftsführer). Nach der Bronzemedaille bei der Weltmeisterschaft 2009 in Vancouver wurde er mit seinem Team zum Behindertensportler des Jahres gewählt. Bei den Winter-Paralympics 2010 in Vancouver hatte er im letzten Spiel seinen ersten Einsatz als Skip (Mannschaftsführer) der Nationalmannschaft.
Seit seinem Rücktritt aus der Curling-Nationalmannschaft nach der Weltmeisterschaft 2011 widmet er sich ausschließlich seinem einst zweiten sportlichem Standbein, dem Tischtennis. 2013 wurde er auch im Tischtennis für das deutsche Nationalteam nominiert und spielte im September 2013 seine erste Europameisterschaft im italienischen Lignano. Hier gewann er im Team auf Anhieb den Vizetitel. Ein Jahr später wurde er bei der Weltmeisterschaft in Peking Vize-Weltmeister. 2015 gewann er zum ersten Mal den deutschen Meistertitel im Einzel.
2015 verletzte er sich beim Einspielen an der Europameisterschaft in Vejle (Dänemark) so an der Schulter, dass er daraufhin seine Karriere beenden musste.

## Erfolge

### Rollstuhltischtennis
2015:  1. Platz deutsche Meisterschaft im Einzel
2014:  2. Platz Weltmeisterschaft im Team in Peking/China
2013:  2. Platz Europameisterschaft im Team in Lignano/Italien
2013:  3. Platz deutsche Meisterschaft im Einzel
2012:  2. Platz deutsche Meisterschaft im Einzel
2012:  2. Platz deutsche Meisterschaft im Doppel

### Rollstuhlcurling
2011:  9. Platz Weltmeisterschaft in Prag/Tschechien
2010:  8. Platz Paralympics in Vancouver/Kanada
2009:  3. Platz Weltmeisterschaft in Vancouver/Kanada
2008:  1. Platz Weltmeisterschaftsqualifikation in Prag/Tschechien
2008:  2. Platz deutsche Meisterschaft
2007:  4. Platz Weltmeisterschaftsqualifikation in Inverness/Schottland

### Auszeichnungen
2010:  unter den 68 nominierten Sportlern bei der Wahl zum „Champion des Jahres“
2010:  Ernennung zum Sportbotschafter für die Olympischen und Paralympischen Spiele „München 2018“
2009:  Wahl zum Behindertensportler des Jahres (Mannschaft)